# Circumstàncies atenuants
Circumstàncies atenuants (títol original: Circonstances atténuantes) és una pel·lícula de comèdia francesa de 1939 dirigida per Jean Boyer i protagonitzada per Michel Simon, Suzanne Dantès i Arletty. Va ser rodada als estudis Joinville de París. Els decorats de la pel·lícula van ser dissenyats pel director d'art Jacques Colombier. Està doblada al català.

## Argument
Un jutge jubilat conegut per les seves dures opinions sobre la llei i l'ordre, marxa de vacances al mar amb la seva dona. Tanmateix, als afores de París, el seu cotxe s'avaria i es veuen obligats a passar la nit en un hotel que és un lloc notori per als delinqüents.

## Repartiment
- Michel Simon com M. Gaetan Le Sentencier, 'La Sentence'
- Suzanne Dantès com Mme Nathalie Le Sentencier
- Dorville com Jules Le Bouic
- Arletty com Marie Qu'a-d'ça
- François Simon com La poupée
- Andrex com Môme de Dieu
- Robert Arnoux com Gabriel
- Jeanine Roger com xicota d'en Gabriel
- Robert Ozanne com Cinq de Canne
- Georges Lannes com Coup de Châsse
- Liliane Lesaffre com Lontine Le Bouic
- Mila Parély com La Panthère
- Émile Saint-Ober com Coco